# Második Vorster-kormány
A második Vorster-kormány a Dél-afrikai Köztársaság negyedik felelős kormánya volt. A kabinet megalakulásával John Vorster miniszterelnök második saját kormányát irányíthatta, majdnem egy teljes parlamenti ciklusig (5 év), mert Vorster miniszterelnök egy évvel korábbra, 1975-ről 1974-re tette át a parlamenti választásokat. Miután az utolsó négy, a színesek érdekképviseletéért létrehozott fehér képviselői helyet egy határozatban eltörölték, Vorster miniszterelnök a színesek jogait úgy "biztosította", hogy kinevezett egy felelős minisztert a saját kabinetjében erre a feladatra. Ezt a pozíciót Jannie Loots és Schalk van der Merwe töltötte be.

## A kabinet felépítése
A halványan megjelenített sorokban szereplő minisztereket a kormány mandátumának lejárta előtt leváltották.
| Poszt | Poszt                                                   | Miniszter               | Terminus        | Terminus          | Párt |
| Poszt | Poszt                                                   | Miniszter               | Kezdete         | Vége              | Párt |
| ----- | ------------------------------------------------------- | ----------------------- | --------------- | ----------------- | ---- |
|       | Miniszterelnök                                          | John Vorster            | 1970. május 18. | 1974. április 29. | NP   |
|       | Védelmi miniszter                                       | P. W. Botha             | 1970. május 18. | 1974. április 29. | NP   |
|       | Gazdasági miniszter                                     | Lourens Muller          | 1970. május 18. | 1974. április 29. | NP   |
|       | Nemzeti oktatásért felelős miniszter                    | J.P. van der Spruy      | 1970. május 18. | 1974. április 29. | NP   |
|       | Pénzügyminiszter                                        | Nico Diederichs         | 1970. május 18. | 1974. április 29. | NP   |
|       | Külügyminiszter                                         | H. Muller               | 1970. május 18. | 1974. április 29. | NP   |
|       | Belügyminiszter                                         | Connie Mulder           | ?               | 1974. április 29. | NP   |
|       | Belügyminiszter                                         | Theo Gerdener           | ?               | ?                 | NP   |
|       | Belügyminiszter                                         | Marais Viljoen          | 1970. május 18. | ?                 | NP   |
|       | Erdő- és vízügyi miniszter                              | Fanie Botha             | 1970. május 18. | 1974. április 29. | NP   |
|       | Egészségügyi miniszter                                  | Schalk van der Merwe    | 1972            | 1974. április 29. | NP   |
|       | Egészségügyi miniszter                                  | Carel de Wet            | 1970. május 18. | 1972              | NP   |
|       | Bevándorlásügyi miniszter                               | Piet Koornhof           | 1972            | 1974. április 29. | NP   |
|       | Bevándorlásügyi miniszter                               | Connie Mulder           | 1970. május 18. | 1972              | NP   |
|       | Földművelésügyi miniszter                               | Hendrik Schoemann       | 1972            | 1974. április 29. | NP   |
|       | Földművelésügyi miniszter                               | Dirk Conelius Uys       | 1970. május 18. | 1972              | NP   |
|       | Indiai ügyekért és turisztikáért felelős miniszter      | Owen Horwood            | 1972            | 1974. április 29. | NP   |
|       | Indiai ügyekért és turisztikáért felelős miniszter      | F. Waring               | 1970. május 18. | 1972              | NP   |
|       | Információsminiszter                                    | Connie Mulder           | 1970. május 18. | 1974. április 29. | NP   |
|       | Igazságügyi és börtönminiszter                          | Petrus Cornelius Pelser | 1970. május 18. | 1974. április 29. | NP   |
|       | Munkaügyi miniszter                                     | Marais Viljoen          | 1970. május 18. | 1974. április 29. | NP   |
|       | Agrárminiszter                                          | Dirk Conelius Uys       | 1970. május 18. | 1974. április 29. | NP   |
|       | Bányaügyi miniszter                                     | Piet Koornhof           | ?               | 1974. április 29. | NP   |
|       | Bányaügyi miniszter                                     | Carel de Wet            | 1970. május 18. | ?                 | NP   |
|       | Rendészeti miniszter                                    | Lourens Muller          | 1970. május 18. | 1974. április 29. | NP   |
|       | Posta-, telegráf- és telekommunikációügyi miniszter     | Marais Viljoen          | 1970. május 18. | 1974. április 29. | NP   |
|       | Közmunkaügyi és közösségfejlesztési miniszter           | Abraham du Plessis      | ?               | 1974. április 29. | NP   |
|       | Közmunkaügyi és közösségfejlesztési miniszter           | Blaar Coetzee           | 1970. május 18. | ?                 | NP   |
|       | Szociális ügyekért és nyugdíjazásért felelős miniszter  | J.P. van der Spruy      | ?               | 1974. április 29. | NP   |
|       | Szociális ügyekért és nyugdíjazásért felelős miniszter  | Connie Mulder           | 1970. május 18. | ?                 | NP   |
|       | Sport- és szabadidős tevékenységekért felelős miniszter | Piet Koornhof           | 1972            | 1974. április 29. | NP   |
|       | Sport- és szabadidős tevékenységekért felelős miniszter | F. Waring               | 1970. május 18. | 1972              | NP   |
|       | Közlekedési miniszter                                   | B. J. Schoeman          | 1970. május 18. | 1974. április 29. | NP   |
|       | Bantu adminisztrációért és oktatásért felelős miniszter | M. C. Botha             | 1970. május 18. | 1974. április 29. | NP   |
|       | Környezetvédelmi miniszter                              | Jannie Loots            | 1970. május 18. | 1974. április 29. | NP   |
|       | Statisztikai és tervezési miniszter                     | Jannie Loots            | 1970. május 18. | 1974. április 29. |      |

## Fordítás
Ez a szócikk részben vagy egészben  a   Second Cabinet of B.J. Vorster című angol Wikipédia-szócikk ezen változatának fordításán alapul.  Az eredeti cikk szerkesztőit annak laptörténete sorolja fel. Ez a jelzés csupán a megfogalmazás eredetét és a szerzői jogokat jelzi, nem szolgál a cikkben szereplő információk forrásmegjelöléseként.